# Festa Major de la Font d'en Fargues
La Festa Major de la Font d'en Fargues se celebra la primera quinzena de juny al barri de la Font d'en Fargues, al districte d'Horta-Guinardó de Barcelona. Se celebra al voltant de la festivitat de Sant Antoni de Pàdua, el 13 de juny, perquè Sant Antoni de Pàdua és el patró de la parròquia que es va construir el 1927 al barri, després de llargues reivindicacions dels veïns, que s'havien de desplaçar fins a Horta o el Carmel per oir missa.
La festa major es fa principalment entre l'església i el Casal de la Font d'en Fargues, que al barri és tota una institució sociocultural. Com que a mitjan juny ja fa bon temps, hi ha moltes activitats nocturnes i a l'aire lliure: torneigs esportius, balls, sopars comunitaris i projeccions de cinema a la fresca, per exemple. La cultura popular també hi és molt present, amb sardanes i la pirotècnia dels diables.

## Actes destacats
- Ballada de sardanes. La cobla Sant Jordi - Ciutat de Barcelona fa cada any una audició de sardanes a la plaça que hi ha davant l'església parroquial de Sant Antoni de Pàdua.[1]
- Benedicció dels panets i cant dels goigs de Sant Antoni de Pàdua. El 13 de juny és la diada de Sant Antoni de Pàdua, el patró de la parròquia. Després de la missa solemne en honor seu, es beneeixen panets i es canten els goigs de Sant Antoni.[1]
- Festa de foc i diables. L'últim dia de festa major els Diables del Carmel organitzen un espectacle pirotècnic.[1]